# باسيل والاس
باسيل والاس (بالإنجليزية: Basil Wallace)‏ هو ممثل أمريكي، ولد في القرن 20 في كينغستون في جامايكا.

## أعمال

### أفلام
- (2006) الألماس الدموي[4]

## وصلات خارجية
- باسيل والاس على موقع IMDb (الإنجليزية)
- باسيل والاس على موقع أول موفي (الإنجليزية)
- باسيل والاس على موقع قاعدة بيانات الفيلم (الإنجليزية)